# 南昇佑
南 昇佑（ナム・スンウ、朝: 남승우、1992年2月18日 - ）は、大韓民国出身の元プロサッカー選手。現役時代のポジションはミッドフィールダー。

## 来歴
2005年から各年代別の韓国代表に選出され、2009 FIFA U-17ワールドカップや2011 FIFA U-20ワールドカップに出場した。
2013年、延世大学校から日本のジェフユナイテッド千葉へ入団。
2015年、ベルギー2部のAFCテュビズへ6月30日まで期限付き移籍。
2016年、韓国ナショナル・リーグYongin City FC( 龍仁市庁 )へ移籍。

## 所属クラブ
ユース経歴
- 2004年 - 2006年 長坪中学校
- 2007年 - 2009年 釜慶高等学校
- 2010年 - 2012年 延世大学校

プロ経歴
- 2013年 - ジェフユナイテッド市原・千葉
  - 2015年 - AFCテュビズ（期限付き移籍）
- 2016年 - Yongin City FC( 龍仁市庁 )

## 個人成績
| 国内大会個人成績 | 国内大会個人成績 | 国内大会個人成績 | 国内大会個人成績 | 国内大会個人成績 | 国内大会個人成績 | 国内大会個人成績 | 国内大会個人成績 | 国内大会個人成績 | 国内大会個人成績 | 国内大会個人成績 | 国内大会個人成績 |
| 年度             | クラブ           | 背番号           | リーグ           | リーグ戦         | リーグ戦         | リーグ杯         | リーグ杯         | オープン杯       | オープン杯       | 期間通算         | 期間通算         |
| 年度             | クラブ           | 背番号           | リーグ           | 出場             | 得点             | 出場             | 得点             | 出場             | 得点             | 出場             | 得点             |
| 日本             | 日本             | 日本             | 日本             | リーグ戦         | リーグ戦         | リーグ杯         | リーグ杯         | 天皇杯           | 天皇杯           | 期間通算         | 期間通算         |
| ---------------- | ---------------- | ---------------- | ---------------- | ---------------- | ---------------- | ---------------- | ---------------- | ---------------- | ---------------- | ---------------- | ---------------- |
| 2013             | 千葉             | 23               | J2               | 20               | 1                | -                | -                | 0                | 0                | 20               | 1                |
| 2014             | 千葉             | 23               | J2               | 7                | 0                | -                | -                | 2                | 0                | 9                | 0                |
| 通算             | 日本             | 日本             | J2               | 27               | 1                | -                | -                | 2                | 0                | 29               | 1                |
| 総通算           | 総通算           | 総通算           | 総通算           | 27               | 1                | -                | -                | 2                | 0                | 29               | 1                |

- Jリーグ初出場 - 2013年3月3日 J2第1節 対コンサドーレ札幌 (フクダ電子アリーナ)
- Jリーグ初得点 - 2013年6月29日 J2第21節 対東京ヴェルディ (フクダ電子アリーナ)

## 代表歴
- U-13韓国代表
- U-16韓国代表
- U-17韓国代表
  - 2009 FIFA U-17ワールドカップ
- U-19韓国代表
  - AFC U-19選手権2010
- U-20韓国代表
  - 2011 FIFA U-20ワールドカップ
- U-22韓国代表
  - AFC U-22アジアカップ2013